# Австрийский монетный двор

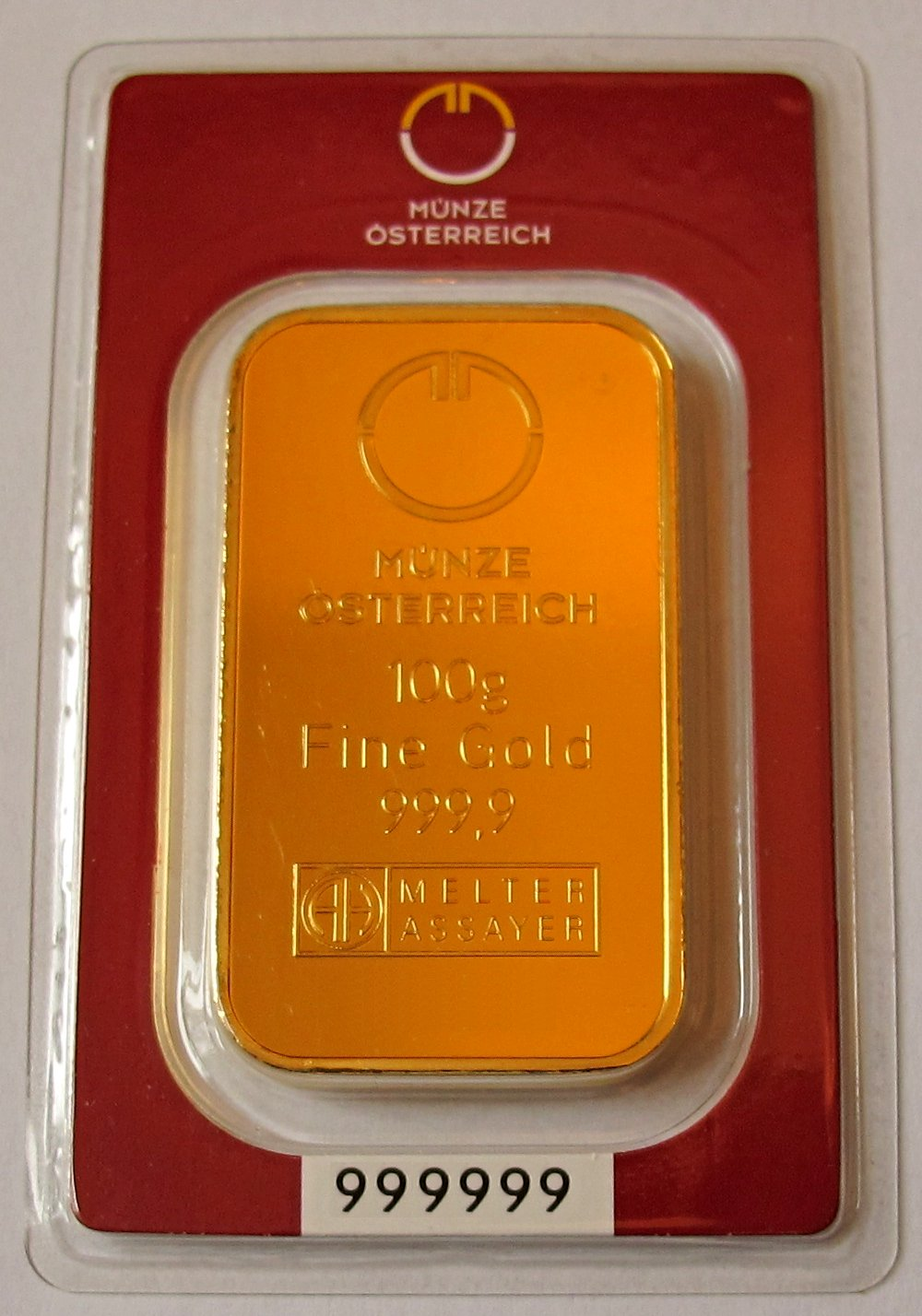
Золотой слиток, в котором содержится 99,99 % золота

Монетный двор Австрии (нем. Münze Österreich) — австрийское предприятие, осуществляет выпуск не только монет, но и памятных медалей. До 2002 года основной продукцией двора являлись монеты номинированные в австрийских шиллингах. С 2002 года он выпускает все виды австрийских монет евро. За годы существования двора, не раз менялась валюта Австрии. Например, талер Марии Терезии был изготовлен на Австрийском монетном дворе.

## История
Первое упоминание о монетном дворе датируется 1397 годом. В 1484 году по повелению эрцгерцога Австрии Сигизмунда была выпущена наиболее старая из известных на сегодняшний день австрийских монет — гульдинер. В связи с тем, что эрцгерцог Австрии Фердинанд I стал императором Священной Римской империи, в Австрии ввели талеры, которые с 1524 года являлись денежной единицей Священной Римской империи. В 1566 году в Лейпциге основной серебряной монетой был признан серебряный талер 889-й пробы массой 29,23 г. Он стал называться рейхсталер (Reichsthaler). Он был денежной единицей Австрии до 1753 года, когда в оборот был выпущен конвенционный талер (Conventionsthaler). В 1700 году для чеканки монет стал использоваться винтовой пресс. С 1715 года, термин (монетный двор Австрии) используется в описаниях для монет. В 1780 году был начат выпуск талера Марии Терезии. В 1834 году Монетный двор Австрии переехал в новое здание на улицу Landstraße, в то время как в старом здании расположено здание геологического управления. В 1857 году для упрощения торговых операций в Германии и Австрии был принят единый, так называемый союзный талер (Vereinsthaler). Талер был заменен в 1892 году, Австро-Венгрией на новую денежную единицу — крону.

## Редкие памятные монеты, выпущенные монетным двором

### Монета номиналом 100 000 евро
Одна из крупнейших золотых монет в мире, посвященная Венской филармонии. Монета изготовлена на Австрийском монетном дворе в октябре 2004 года. Содержит 1000 унций золота 999,9 пробы (31 103,5 г), имеет диаметр 37 см и толщину 20 мм.

### Памятная монета 2008 года
В 2008 году Австрийский монетный двор выпустил памятную 20-килограммовую монету из серебра, в честь 500-летия коронации императора Священной Римской империи Максимилиана I. Её аверс повторил дизайн монеты 1508 года, выпущенной в честь того события.